# Geheege (Geroda)
Geheege ist ein Ortsteil der Gemeinde Geroda im Saale-Orla-Kreis in Thüringen.

## Geografie
Die Bundesautobahn 9  führt westlich in und an der Gemarkung des Ortes vorbei. Durch eine Ortsverbindungsstraße ist der Ort mit der Bundesstraße 281 verbunden, die auf die Bundesstraße 2 mündet und weiterführend nach Gera und Leipzig von Hof (Saale) kommend verläuft. Über die Bundesstraße 281 ist auch der Anschluss zur Bundesautobahn gewährt.
Innerhalb der Gemarkungen der Ortsteile ist ein kleiner Fluss mit einer Vielzahl von Teichen verbunden. Dieses Biotop besitzt eine einzigartige Pflanzen- und Tierwelt.

## Geschichte
Im Juli 1527 erfolgte die urkundliche Ersterwähnung von Geheege. Die Bauern gingen auch den ostdeutschen Weg der Agrarpolitik und bildeten nach der Wende neue Formen der Zusammenarbeit. So ist in der Gemeinde Geroda eine Agrar- und Dienstleistungsgenossenschaft Geroda e.G. gegründet worden. Sie verkauft Futtermittel und Lämmer und besitzt eine Werkstatt sowie einen Reifenservice.